# Meer van Sempach
Het Meer van Sempach (Duits: Sempachersee) is een meer bij Sursee in het Zwitserse kanton Luzern. Het heeft een oppervlakte van 14,5 km² en ligt op een hoogte van 504 m ü.M. Het meer is op de diepste plaats 87 m diep. Het is 7,5 km lang, en heeft een omtrek van 19,8 km. De gemiddelde afvloeiing bedraagt 1,28 m³/s.
In tegenstelling tot de meeste Zwitserse meren zijn grote delen van de oever niet publiekelijk toegankelijk, maar privébezit.

## Geschiedenis
In 1806 werd het waterpeil van het meer ongeveer 1,7 meter verlaagd. Hierdoor werd veel land gewonnen en het gevaar van overstromingen verminderd. Sindsdien wordt de waterafvoer bij Oberkirch kunstmatig gereguleerd.